# Лео Герцберг-Френкель
Лео Герцберг-Френкель (19 вересня 1827, Броди, Галичина, Австрійська імперія — 5 червня 1915, Теплиці, Богемія, Австро-Угорщина) — австрійський письменник і журналіст. Крім цього він був політичним кореспондентом газети Neuen Freien Presse, а з 1852 по 1896 рік — секретарем Торгово-промислової палати в Бродах.
Є батьком Зиґмунда Герцберг-Френкеля, австрійського історика та журналіста, ректора Чернівецького університету (1905—1906).